# برایان دیز
برایان کریستوفر دیز (انگلیسی: Brian Deese؛ زادهٔ ۱۷ فوریهٔ ۱۹۷۸) سیاستمدار اهل ایالات متحده آمریکا است. او سیزدهمین مدیر شورای اقتصاد ملی بود که در دوران ریاست‌جمهوری جو بایدن، در این سمت خدمت می‌کرد.
او قبلاً به‌عنوان مشاور ارشد رئیس‌جمهور ایالات متحده در دولت باراک اوباما خدمت می‌کرد.